# Bold.dk

bold.dk er en dansk internetbaseret avis, som formidler fodboldoplysninger på internettet med primær fokus på danske og europæiske fodbold-relaterede nyheder. Sammenlignet med danske medier har bold.dk i dag et ualmindeligt stort fokus på den danske 1.- og 2. division, mens det tætte fokus på SAS Ligaen og danske spillere i udlandet bibeholdes. Fodboldavisen blev grundlagt som internetmedie i november 1999, af bl.a. den tidligere direktør Holger Kristiansen, som Danmarks første uafhængige netside for fodboldinteresserede og drives i dag af bold.dk Danmark ApS med redaktionel base på Holmen i København. Hjemmesiden har godt 555.000 unikke besøgende om måneden (maj 2007).
Hjemmesiden var tidligere ejet af Divisionsforeningen, som den 24. maj 2002 erhvervede bold.dk A/S (senere omdøbt til 4-4-2 A/S) med henblik på at skabe en kommunikationsplatform for Divisionsforeningen i samarbejde med dens medlemsklubber. Under dette ejerskab påbegyndtes leveringen af sidens fodboldnyheder af tre journalister fra det daværende datterselskab Fodboldfabrikken A/S, som i dag stadig sælger nyheder til bold.dk.
Internetsiden har gjort sig bemærket med en række konflikter omkring rettighederne til dansk fodbold. Siden bragte i en kort periode en række annoncer for online-bookmakingfirmaet Sportingbet, hvilket brød den danske spillelovgivning. Annonceaftalen blev imidlertid opsagt i slutningen af 2002, da man blev gjort opmærksom på problemet af Dansk Tipstjeneste. Man var i november 2000 endvidere blevet stævnet af Divisionsforeningen (i et samarbejde med Dansk Boldspil-Union) for at tilbyde løbende resultat-formidling under kampene via internettet og mobiltjenester i kommercielt øjemed, hvilket man dog blev frifundet af både Østre Landsret og sidenhen Højesteret i oktober 2002.
I februar 2005 indgik Divisionsforeningen en drift- og udviklingsaftale med New Media Sport ApS omkring bold.dk. Firmaet bag bold.dk blev dog efterfølgende solgt til New Media Sport, som i begyndelsen af 2006 flyttede alle aktiviteter over i det engelsk-baserede selskab i London, bold.dk Limited, på baggrund af en sigtelse fra politiet. I denne forbindelse blev sidens besøgende i en periode automatisk videresendt til web-adressen www.bolddk.com, angiveligt for at omgå spillelovgivningen, der forhindrer danske firmaer i at udbyde spil og reklamere for udenlandske bookmakere.

## Ekstern kilde/henvisning
- bold.dk's hjemmeside